# كارل بوش (ملحن)
كارل بوش (بالإنجليزية: Carl Busch)‏ هو موزع وملحن أمريكي، ولد في 29 مارس 1862 في يوتلاند في الدنمارك، وتوفي في 19 ديسمبر 1943 في كانساس سيتي في الولايات المتحدة.

## وصلات خارجية
- كارل بوش على موقع ميوزك برينز (الإنجليزية)